# Сборная Нигера по футболу
Сборная Нигера по футболу представляет Нигер на международных футбольных турнирах и в товарищеских матчах. Управляющая организация — Нигерская федерация футбола. Сборная Нигера ни разу не выступала на чемпионате мира, а на Кубке африканских наций дебютировала в 2012 году.
Неофициальное прозвище команды — «Сахарские газели» или «Мены» (англ. Menas).
В отборочном турнире к чемпионату мира-2006 в Германии Нигер в первом же раунде встретился в двухматчевом противостоянии со сборной Алжира и уступил дважды — 0:1 дома и 0:6 в гостях. Интересно, что до этого Нигер имел положительный баланс встреч с Алжиром в рамках отборов к чемпионатам мира: 5 побед, 3 ничьи и 4 поражения.
В отборочном цикле к чемпионату мира 2010 в ЮАР во втором отборочном раунде Нигер выступал в 3-й группе вместе с командами Бенина, Анголы и Уганды. В 6 матчах Нигер одержал 1 победу и потерпел 5 поражений, заняв последнее место в группе. Единственная победа была одержана в предпоследнем туре дома 7 сентября 2008 года над командой Уганды со счётом 3:1. Среди 5 поражений Нигера не было ни одного крупного. Лучшим бомбардиром сборной Нигера в отборочном цикле стал Иссуфу Алхассан, забивший 2 мяча. Мусса Маазу, в то время выступавший за бельгийский «Локерен», играл в 5 из 6 отборочных матчах.
Юношеская сборная Нигера (до 17 лет) выступала намного успешнее — в 2009 году команда сумела пробиться в финальную восьмёрку африканских команд, которые весной разыграли 4 путёвки от Чёрного континента в финал турнира в Нигерии, проходивший осенью 2009 года. В итоге сборная Нигера всё же уступила на последней стадии отбора, и в Нигерию поехали команды из Алжира, Буркина-Фасо, Гамбии и Малави.
10 октября 2010 года в ходе отборочного турнира к Кубку африканских наций 2012 года сборная Нигера добилась победы над действующим обладателем титула — сборной Египта — со счётом 1:0.
Через год, 8 октября 2011 года команда вышла в финальную стадию Кубка африканских наций 2012 года. Данный успех имеет исторический характер для сборной Нигера, поскольку она впервые выиграла право на участие в основном футбольном турнире континента. Несмотря на то, что сборная не преодолела групповой этап (3 поражения в 3 матчах от сборных Габона, Туниса и Марокко), сам факт выхода уже стал маленькой победой для Нигера. Сборная успешно прошла отбор и на следующий Кубок африканских наций 2013.

## Чемпионат мира
- 1930 — 1974 — не участвовала
- 1978 — не прошла квалификацию
- 1982 — не прошла квалификацию
- 1986 — забрала заявку
- 1990 — не участвовала
- 1994 — не прошла квалификацию
- 1998 — забрала заявку
- 2002 — не участвовала
- 2006 — 2022 — не прошла квалификацию

## Кубок африканских наций
- 1957 — 1968 — не участвовала
- 1970 — не прошла квалификацию
- 1972 — не прошла квалификацию
- 1974 — забрала заявку
- 1976 — не прошла квалификацию
- 1978 — забрала заявку
- 1980 — забрала заявку
- 1982 — не участвовала
- 1984 — не прошла квалификацию
- 1986 — не участвовала
- 1988 — не участвовала
- 1990 — не участвовала
- 1992 — не прошла квалификацию
- 1994 — не прошла квалификацию
- 1996 — забрала заявку
- 1998 — дисквалифицирована
- 2000 — 2010 — не прошла квалификацию
- 2012 — групповой этап
- 2013 — групповой этап
- 2015 — не прошла квалификацию
- 2017 — не прошла квалификацию
- 2019 — не прошла квалификацию
- 2021 — не прошла квалификацию
- 2023 — не прошла квалификацию

## Состав сборной
Следующие игроки были вызваны в состав сборной для участия в товарищеском матче против Уганды (матчи и голы отредактированы по состоянию на 2 июня 2018 года):
| №             | Имя                      | Дата рождения    | Игры    | Голы    | Клуб                      |
| Вратари       | Вратари                  | Вратари          | Вратари | Вратари | Вратари                   |
| ------------- | ------------------------ | ---------------- | ------- | ------- | ------------------------- |
|               | Кассали Дауда            | 19 августа 1983  | 61      | 0       | Нигэлек                   |
|               | Лоссени Думбия           | 5 апреля 1992    | 2       | 0       | АСФАН                     |
| Защитники     |                          |                  |         |         |                           |
|               | Фурума Фатукума          | 11 июля 1984     | 31      | 1       | Мусан Салама              |
|               | Берейма Абдулайе Каткоре | 26 марта 1993    | 23      | 0       | АСФАН                     |
|               | Абдулай Карим Дуду       | 25 сентября 1998 | 2       | 0       | Лейшойнш                  |
|               | Абдул Гарба              | 23 декабря 1991  | 1       | 0       | АСФАН                     |
|               | Махамаду Соули           | 18 февраля 1995  | 8       | 0       | АСЖНН                     |
| Полузащитники |                          |                  |         |         |                           |
|               | Викторин Адебайор        | 12 ноября 1996   | 15      | 5       | International Allies F.C. |
|               | Юссуф Умару              | 16 февраля 1993  | 11      | 0       | Мулудия                   |
|               | Усман Диабате            | 9 июля 1994      | 2       | 0       | Аль Батин                 |
|               | Сулейман Дела Сако       | 1 августа 1987   | 41      | 3       | АС ЖНН                    |
| Нападающие    |                          |                  |         |         |                           |
|               | Оуво Мусса Маазу         | 25 августа 1988  | 45      | 12      | Секция Нес-Циона          |
|               | Амаду Вонкойе            | 19 мая 1994      | 14      | 2       | Хоройа                    |
|               | Махамане Сиссе           | 27 декабря 1993  | 22      | 5       | АС Отохо                  |
|               | Камилу Дауда             | 29 декабря 1987  | 22      | 5       | Котонспорт                |